# Gil Goldstein
Gil Goldstein (ur. 6 listopada 1950 w Baltimore) – amerykański akordeonista, pianista i klawiszowiec stylów jazz / fusion. Także kompozytor, aranżer, producent muzyczny.

## Życiorys
Już jako dziecko 5-letnie uczył się gry na akordeonie, a później na wiolonczeli i fortepianie. Studiował w Berklee College of Music, a w 1973 r. pracował z Patem Martino, Lee Konitzem, i innymi (m.in. Pat Metheny, Billy Cobham, Ray Barretto). We wczesnych latach 80. XX w. zaczął występować z Orkiestrą Gila Evansa (wspólne występy w latach 1982–1988) oraz pracował z Wayne’em Shorterem. W połowie lat 1980. Jim Hall zaprosił go do pracy ze swoim kwartetem, a w 1993 roku to właśnie Goldstein wyprodukował nagranie duetu Metheny/Hall pt. „Something Special”. Pracował również przy filmach – od lat 90., np. „De-Lovely”, gdzie wykonał „I Love Paris”, w „Małym Buddzie” (Little Buddha) zaistniał jako aranżer. Przez lata 80. występował solo, ale i akompaniował wielu znanym muzykom, grając przede wszystkim na akordeonie, m.in. z Michelem Petruccianim. W latach 80. i 90. był członkiem grupy Elements. W 2000 r. odbył trasę razem z Richardem Galliano, grając na akordeonie i na fortepianie.
Goldstein komponował muzykę do filmów, w tym do „Radio Inside”, filmu z 1994 r., „I Love You, I Love You Not” (1997) oraz do „Nieodpartego uroku” z 1999 r. Jego akordeon słychać w filmie „Frida” (2002). Jest laureatem czterech nagród Grammy, z których dwie pochodzą za produkcję i aranżacje muzyki z albumu „Wide Angels” Michaela Breckera. W 2007 r. wspólnie z wybitnymi muzykami jak: Steve Swallow, Paul Motian i Pietro Tonolo zrealizowali płytę pt. „Your Songs: The Music of Elton John” – przeboje Eltona Johna zyskały niebywałą jazzową interpretację. Aranżował muzykę dla artystów takich jak: Miles Davis, Quincy Jones, Sting, Michael Brecker, Pat Metheny, Chris Botti, David Sanborn, Bobby McFerrin, Al Jarreau i The Manhattan Transfer. Goldstein nagrał 10 płyt autorskich, na większości których słychać wybitnych muzyków spoza Stanów Zjednoczonych. Goldstein obecnie jest profesorem na Uniwersytecie Nowojorskim.

### Wątek polski
W latach 1980–1982 Gil Goldstein grał wraz z Michałem Urbaniakiem w zespole Billy’ego Cobham’a Glass Menagerie, a w październiku 1981 wystąpił w Warszawie wraz z powstałą po rozwiązaniu SBB Grupą Józefa Skrzeka i Tomaszem Szukalskim. W roku 1994 Gil Goldstein był muzykiem i współproducentem debiutanckiej płyty Apostolisa Anthimosa „Days We Can’t Forget”. W tym okresie Gil Goldstein poznał też Annę Marię Jopek – razem wystąpili w nagraniu na płycie Matt Geraghty Project – „Departures” (utwór „Leaving My Gypsy Woman in Vienna”). Goldstein kilkukrotnie był w Polsce, w 1993 roku jako muzyk, aranżer i współproducent Pat Metheny Group podczas światowej trasy „Secret Story”, 1 maja 2011 r. wystąpił na Siesta Festiwalu w Gdańsku. Dyrygował Sinfonią Varsovią podczas widowiska Marcus+ na scenie plenerowej Polskiej Filharmonii Bałtyckiej. Muzyk wziął udział w nagraniu płyty debiutanckiej Moniki Borzym pt. „Girl Talk”. Razem z Moniką uczestniczył dnia 8 października 2011 r. w programie „Markomania” w Programie Trzecim Polskiego Radia, będąc gościem Marka Niedźwieckiego. Wystąpił w widowisku McFerrin+ (17.09.2013) na scenie plenerowej Polskiej Filharmonii Bałtyckiej – był kierownikiem muzycznym wydarzenia.

## Dyskografia

### Albumy
- 1993: Infinite Love – z brazylijskimi gitarzystami Romero Lubambo i Toninho Hortą
- 1992: Zebra Coast – z mistrzami flamenco Carlesem Benavente (bas) i Jorge Pardo (flet i saksofon)